# Cantón de Upala
Cantón de Upala är en kanton i Costa Rica.   Den ligger i provinsen Alajuela, i den nordvästra delen av landet, 160 km nordväst om huvudstaden San José.